# Tanz der Vampire
Tanz der Vampire è un musical scritto da Michael Kunze con musiche di Jim Steinman (arrangiate da Steve Margoshes) e diretto da Roman Polański, basato sul film del 1967 Per favore, non mordermi sul collo! diretto dello stesso Polanski e sceneggiato da Gérard Brach.

## Trama

### I Atto
In viaggio attraverso la Transilvania del XIX secolo in cerca di vampiri (allo scopo di liberare il mondo da questo "morbo"), l'eccentrico professor Abronsius e il suo timido assistente Alfred, a causa di una tempesta di neve (Ouverture / He, ho, he) sono costretti a rifugiarsi in uno shtetl, in cui i paesani sono intenti a decantare le molte virtù dell'aglio (Knoblauch - Aglio). I due vengono accolti dall'oste ebreo Chagal (Bitte, meine Herren - Prego, signori). Dopo aver esplorato le camere al piano superiore in cui alloggiano, Alfred familiarizza con Sarah, giovane figlia di Chagal, il quale, dopo aver protetto la virtù della bella figlia barricandone letteralmente la camera con delle assi (Eine schöne Tochter ist ein Segen - Una bella figlia è una benedizione) si appresta ipocritamente a passare la notte con la sua cameriera Magda, ma viene interrotto dalla moglie Rebecca che, dopo aver accidentalmente quasi tramortito il professore, costringe il marito a ritornare nel letto coniugale. Intanto, Alfred e Sarah cantano pensando alla loro attrazione reciproca (Nie geseh'n - Mai visto). 
Mentre la notte cala sugli ospiti della locanda, nell'oscurità appare il conte Von Krolock, chiamando Sarah a sé, per poi riflettere sulla tragica condizione dei vampiri (Gott ist tot - Dio è morto).
Il giorno successivo, i sospetti di Abronsius vengono confermati in seguito alla visita del bizzarro gobbo Koukol, servitore del conte (Alles ist hell - Tutto è luminoso). Il professore chiede a Chagal chi sia lo strano tizio (Wahrheit - Verità) ma quest'ultimo si rifiuta di parlarne. Più tardi, alla locanda, Sarah si diverte a civettare, dapprima timidamente poi con una certa malizia, con Alfred (Du bist wirklich sehr nett - Sei veramente molto gentile), per metterlo però poi alla porta e immergersi nella vasca da bagno. Von Krolock fa quindi il suo ingresso nella stanza, invitando la ragazza al ballo annuale dei vampiri, ma viene interrotto da Alfred, che, cercando di spiare Sarah, si accorge della sua presenza e mette in allarme Chagal costringendo così il conte alla fuga (Einladung zum Ball - Invito al ballo).
Più tardi, quella notte, Koukol lascia qualcosa per Sarah sulla soglia della porta. Lei esce fuori di nascosto e trova un paio di stivali rossi. Alfred raggiunge Sarah e professa il suo amore per lei (Draußen ist Freiheit - Fuori c'è la libertà). I due hanno intenzione di scappare insieme, però a un certo punto Sarah chiede ad Alfred di tornare in casa per prendere la sua spugna. Il ragazzo torna subito dentro, e intanto Sarah comincia a fantasticare sul meraviglioso e romantico ballo a cui lei non vuole mancare e decide di accettare l'invito del conte (Stärker als wir sind - Più forte di noi), così fugge nel bosco. Alfred, non trovando la ragazza, va in panico, Chagal e Rebecca accorrono anche loro disperati, però è troppo tardi, Sarah non c'è più.
Chagal, furioso, si mette all'inseguimento della figlia, ma il giorno successivo viene riportato alla locanda il suo cadavere, apparentemente assiderato. Incurante della disperazione dei presenti, Abronsius espone le sue teorie e cerca di trafiggere il cadavere con un paletto, ma viene cacciato da Rebecca (Trauer um Chagall - Lutto per Chagal).
Più tardi, Magda visita solitaria il corpo di Chagal, riflettendo sulla morte, quando improvvisamente questi si rianima e, incurante del crocifisso impugnato dalla donna (essendo ebreo) si avventa su di lei (Tot zu sein ist komisch - Essere morti è strano). Quando Abronsius torna sul posto, accompagnato da un poco collaborativo Alfred, per "finire il lavoro", si trova di fronte il corpo di Magda e il redivivo Chagal, che si offre di accompagnare i due al castello del conte per avere in cambio salva la vita, fuggendo però subito dopo lasciandoli soli in mezzo alla neve (Durch die Wildnis zum Schloss - Attraverso la natura selvaggia fino al castello). Raggiunto infine comunque il castello, i due vengono accolti dal cortese ma inquietante Von Krolock, che, affascinato dagli ospiti inattesi, presenta loro il figlio Herbert, vampiro dalle evidenti tendenze omosessuali subito colpito da Alfred, e li conduce nel suo dominio (Vor dem Schloß - Finale 1. Akt - Davanti al castello - Fine primo Atto).

### II Atto
Sarah, insonne, vaga nell'oscurità tra le sale del castello, riflettendo sulle sue paure e i suoi desideri. Viene raggiunta da von Krolock, che si offre di darle quello che desidera, trattenendosi però dal morderla prima del ballo la sera successiva (Totale Finsternis - Eclissi totale).
Nella notte, figure demoniache si animano dagli incubi di Alfred mostrandogli la trasformazione di Sarah ed egli stesso in vampiri, per poi svanire con il giungere del mattino (Carpe Noctem), quando, scacciando i timori notturni, i due ospiti si alzano dal letto. Alfred vuole trovare Sarah mentre Abronsius ha intenzione di uccidere i vampiri (Ein perfekter Tag / Für Sarah - Un giorno perfetto / Per Sarah). Dopo un caotico e poco riuscito tentativo di uccidere Von Krolock e suo figlio con un paletto, i due vanno via, lasciando spazio a Magda e Chagal. Magda, ora anch'essa una vampira, finalmente si concede a Chagal (In der Gruft - Nella cripta).
Dopo aver "perso" Abronsius, rapito ed estasiato dalla biblioteca di Von Krolock (Bücher, Bücher - Libri, libri), Alfred ritrova Sarah mentre si sta facendo il bagno e cerca di convincerla a tornare a casa, ma quest'ultima rifiuta e gli chiede di uscire dalla stanza. Così Alfred ritorna nella biblioteca, in cui incontra di nuovo il professore, ancora intento a leggere tutti i libri (Noch mehr Bücher - Ancora più libri). Alfred lascia ancora una volta la biblioteca ed entra di nuovo nel bagno, ma al posto di Sarah trova Herbert, il figlio del conte. Il vampiro cerca di sedurre e mordere un confuso e terrorizzato Alfred, fortunatamente il professore interviene appena in tempo e salva il ragazzo (Wenn Liebe in dir ist - Quando l'amore è in te).
Al tramonto del sole, Alfred e Abronsius incontrano Von Krolock, che prende in giro il tentativo inutile del professore di distruggerlo (Sie irren, Professor - Si sbaglia, professore). Successivamente, ai bastioni del castello, i due assistono alla macabra processione dei vampiri rianimatisi per il ballo, che lamentano la propria vuota e grigia esistenza eterna (Ewigkeit - Eternità). Appare quindi Von Krolock, che, nella solitudine del cimitero, sfoga la propria rabbia e disperazione, ricordando tutto il male commesso nel corso della sua lunga esistenza e riflettendo su come l'inestinguibile fame che lo tormenta lo abbia sempre portato a distruggere tutto ciò che ama (Die unstillbare Gier - L'Insaziabile avidità).
Alfred e Abronsius, maldestramente nascosti tra gli invitati al ballo, si preparano a rapire Sarah, quando appare Von Krolock annunciando il ricco pasto che attende gli ospiti. Giunge infine Sarah in un elegante abito da ballo rosso, che si offre al conte e viene morsa da questi. Alfred e Abronsius, benché scoperti, riescono comunque a fuggire portando con sé la ragazza. (Tanzsaal - La sala da ballo). 
Nella campagna innevata, la gioia di Alfred per aver salvato Sarah si tramuta in orrore quando quest'ultima si rivela un vampiro e morde il giovane al collo (Draußen ist Freiheit - Reprise - Fuori c'è la libertà - Reprise). Abronsius, ignaro di cosa stia succedendo dietro di lui, annuncia il proprio trionfo sulle forze del male.
Nell'epilogo, Magda ed Herbert guidano i vampiri che, questa volta in abiti moderni, inneggiano all'amoralità e all'egoismo, invitando il mondo ad unirsi a loro (Der Tanz der Vampire - finale - Il ballo dei vampiri- finale).

## Personaggi
- Il Conte von Krolock, potente e seducente signore dei vampiri.
- Il Professor Abronsius, un eccentrico esperto di vampiri proveniente da Königsberg.
- Alfred, giovane e timido assistente di Abronsius.
- Sarah, la bella figlia diciassettenne dell'oste Chagal.
- Chagal, locandiere ebreo e padre iperprotettivo di Sarah.
- Rebecca, moglie di Chagal e madre di Sarah.
- Magda, cameriera bella e formosa che lavora nella locanda di Chagal.
- Herbert von Krolock, il figlio del conte, è un vampiro omosessuale ed effeminato.
- Koukol, il servo gobbo del conte.

## Brani musicali
La maggior parte dei brani musicali provengono da precedenti opere di Jim Steinman:
- Una delle più famose canzoni e il tema ricorrente del musical è Totale Finsternis (Eclissi Totale) che è l'adattamento della canzone Total Eclipse of the Heart, il successo di Bonnie Tyler del 1983.
- La melodia della canzone Die Unstillbare Gier (L'Insaziabile avidità) è quella della canzone Objects in the Rear View Mirror May Appear Closer than They Are, cantata da Meat Loaf.
- Il finale, Der Tanz der Vampire ha origine da una canzone della colonna sonora del film Strade di fuoco, che è Tonight is what it means to be young.
- I brani Gott is tot (Dio è morto), Einladung zum Ball (Invito al ballo) e Tanzsaal (La sala da ballo) sono basati sulla canzone Original Sin, originariamente scritta per l'omonimo album del gruppo Pandora's Box e poi cantata da Meat Loaf in Welcome to the Neighborhood.
- La canzone Ewigkeit (Eternità) ha origine da un altro musical di Steinman, Neverland e successivamente suonata anche da Meat Loaf in Great Boleros of Fire (Live Intro) nell'album Bat Out of Hell - 25th Anniversary Edition.
- Vor dem Schloss (Davanti al castello) è basata anch'essa su un brano del musical Neverland, City Night .
- L'introduzione cantata nel brano Carpe Noctem è basata sulla canzone Come with me, we know love, presente nei musical di Steinman More than you deserve e Neverland.
- La parte di Carpe Noctem suonata con pianoforte e chitarra elettrica ha origine dalla versione di Meat Loaf della canzone Good Girls Go To Heaven (Bad Girls Go Everywhere) dall'album Bat Out of Hell II: Back Into Hell.
- Il brano Wenn Liebe in dir Ist (Quando l'amore è in te) è basato sulla canzone Little Bombardier, di David Bowie.
- La canzone Für Sarah (Per Sarah) è basata su Milady, un brano di un altro musical di Steinman intitolato The Confidence Man.
- La canzone Draußen ist Freiheit (Fuori c'è la libertà) presenta anch'essa alcuni elementi di un altro brano del musical The Confidence Man, intitolato Something of this Masquerade may follow.

### Versione originale austriaca (1997)
Primo Atto
- Ouverture (Overture)
- He, Ho, He (Hey, Ho, Hey)
- Knoblauch (Aglio)
- Bitte, meine Herren (Prego, signori)
- Eine schöne Tochter ist ein Segen (Una bella figlia è una benedizione)
- Nie geseh'n (Mai visto)
- Gott ist tot (Dio è morto)
- Alles ist hell (Tutto è luminoso)
- Wahrheit (Verità)
- Du bist wirklich sehr nett (Sei veramente molto gentile)
- Einladung zum Ball (Invito al ballo)
- Draußen ist Freiheit (Fuori c'è la libertà)
- Die roten Stiefel (Gli stivali rossi)
- Trauer um Chagal (Lutto per Chagal)
- Tot zu sein ist komisch (Essere morti è strano)
- Durch die Wildnis zum Schloß (Attraverso la natura selvaggia fino al castello)
- Vor dem Schloß (Davanti al castello)

Secondo Atto
- Totale Finsternis (Eclissi totale)
- Carpe noctem (Carpe Noctem)
- Ein perfekter Tag (Un giorno perfetto)
- In der Gruft (Nella cripta)
- Bücher, Bücher (Libri, libri)
- Für Sarah (Per Sarah)
- Noch mehr Bücher (Ancora più libri)
- Wenn Liebe in dir Ist (Quando l'amore è in te)
- Sie irren, Professor (Si sbaglia, professore)
- Ewigkeit (Eternità)
- Die unstillbare Gier (L'Insaziabile avidità)
- Tanzsaal (La sala da ballo)
- Draußen ist Freiheit - Reprise
- Der Tanz der Vampire (Il ballo dei vampiri)

Nelle versioni europee successive i titoli di alcuni brani sono stati cambiati e il brano Die roten Stiefel è stato sostituito da Stärker als wir sind.
Primo Atto
- Ouverture
- He, Ho Professor
- Knoblauch
- Bitte, meine Herren!
- Eine schöne Tochter
- Ein mädchen, das so lächeln kann (Una ragazza che sa sorridere così)
- Sei bereit (Gott ist tot) (Siate pronti)
- Alles ist hell
- Wahrheit
- Du bist wirklich sehr nett
- Einladung zum Ball
- Draußen ist Freiheit
- Stärker als wir sind (Più forte di noi)
- Wuscha Buscha
- Tot zu sein ist komisch
- Durch die Wildnis zum Schloß
- Vor dem Schloß

Secondo Atto
- Liebesduett / Totale Finsternis (Duetto d'amore)
- Carpe noctem
- Ein guter Tag (Una buona giornata)
- Für Sarah
- Die Gruft (La cripta)
- Bücher
- Bücher - Reprise
- Wenn Liebe in dir Ist
- He Ho, Professor - Reprise
- Ewigkeit
- Die unstillbare Gier
- Tanzsaal
- Draußen ist Freiheit - Reprise
- Der Tanz der Vampire